# پرچم لوئیزیانا
پرچم ایالت  لوئیزیانا در ۳ فوریه ۲۰۱۴ پذیرفته شد.